# バッファロー郡区 (アイオワ州ブキャナン郡)
バッファロー郡区は、アメリカ合衆国、アイオワ州、ブキャナン郡にある16の郡区の一つである。2000年の国勢調査で、人口は560人だった。

## 地理
バッファロー郡区は、94.6平方キロメートル（36.53平方マイル)で、AuroraとStanleyが含まれる。アメリカ地質調査所によると、この郡区はSpanglerとStanleyの2つの霊園が含まれる。